# Epeolus deyrupi
Epeolus deyrupi (лат.) — вид земляных пчёл-кукушек рода Epeolus из подсемейства Nomadinae (Apidae). Название дано в честь его первооткрывателя, энтомолога Марка А. Дейрупа (Dr. Mark A. Deyrup), который признал его новым видом и обратил внимание автора описания на его открытие.

## Распространение
Северная Америка: США (Джорджия, Флорида).

## Описание
Мелкие слабоопушённые пчёлы, с беловато-жёлтыми отметинами на теле как у ос и рыжевато-красными ногами. Длина менее 1 см (тело самки 8,8 мм; длина головы 2,2 мм; ширина головы 2,9 мм; длина переднего крыла 6,1 мм). Следующие морфологические признаки в сочетании могут быть использованы для отличия E. deyrupi от всех других североамериканских Epeolus: аксилла большая, с вершиной, выходящей далеко за середину длины мезоскутеллума, расширена латерально и, как и мезоскутеллум, буроватая; мезоплеврон обычно имеет более редкие пунктуры вентролатерально, чем в верхней половине, с промежутками блестящими или несколько тусклыми из-за микроскульптуры поверхности; апикальные фасции тергитров T1—T3 прерваны и (в разной степени) коричневато-оранжевые медиально и белые латерально. Epeolus deyrupi похож на Epeolus andriyi, Epeolus floridensis, Epeolus howardi и Epeolus packeri тем, что аксиллы крупные, с дугообразным латеральным краем, как и мезоскутеллум, буроватые, а апикальные фасции тергитов T1—T3 прерваны медиально. Однако у E. deyrupi псевдопигидиальная область самки шире (вершина >2 × медиальная длина), чем у E. andriyi, E. floridensis или E. howardi (вершина <2 × медиальной длины), а базальная фасция T1 отсутствует или сведена к паре небольших пятен бледного томентума, тогда как у E. andriyi, E. floridensis и E. howardi T1 имеет отчётливую, хотя часто медиально прерывистую базальную фасцию. Epeolus deyrupi похож на E. packeri, но у E. packeri мезоплеврон имеет более плотные точки вентролатерально, чем у E. deyrupi, а метасомальные тергиты имеют бледное, но не коричневато-оранжевое опушение. Предположительно, как и другие виды, клептопаразиты пчёл рода Colletes, в гнёзда которых откладывают свои яйца. Максиллярные щупики 1-члениковые. 2-й стернит брюшка матовый. У самок на 6-м стерните брюшка расположены ланцетовидные, мелко зазубренные отростки. В переднем крыле три радиомедиальных ячейки, 1-я из них много крупнее 3-й. Вершина радиальной ячейки (по форме она эллиптическая) удалена от переднего края крыла. Задние голени со шпорами.